# Franz Bläsner

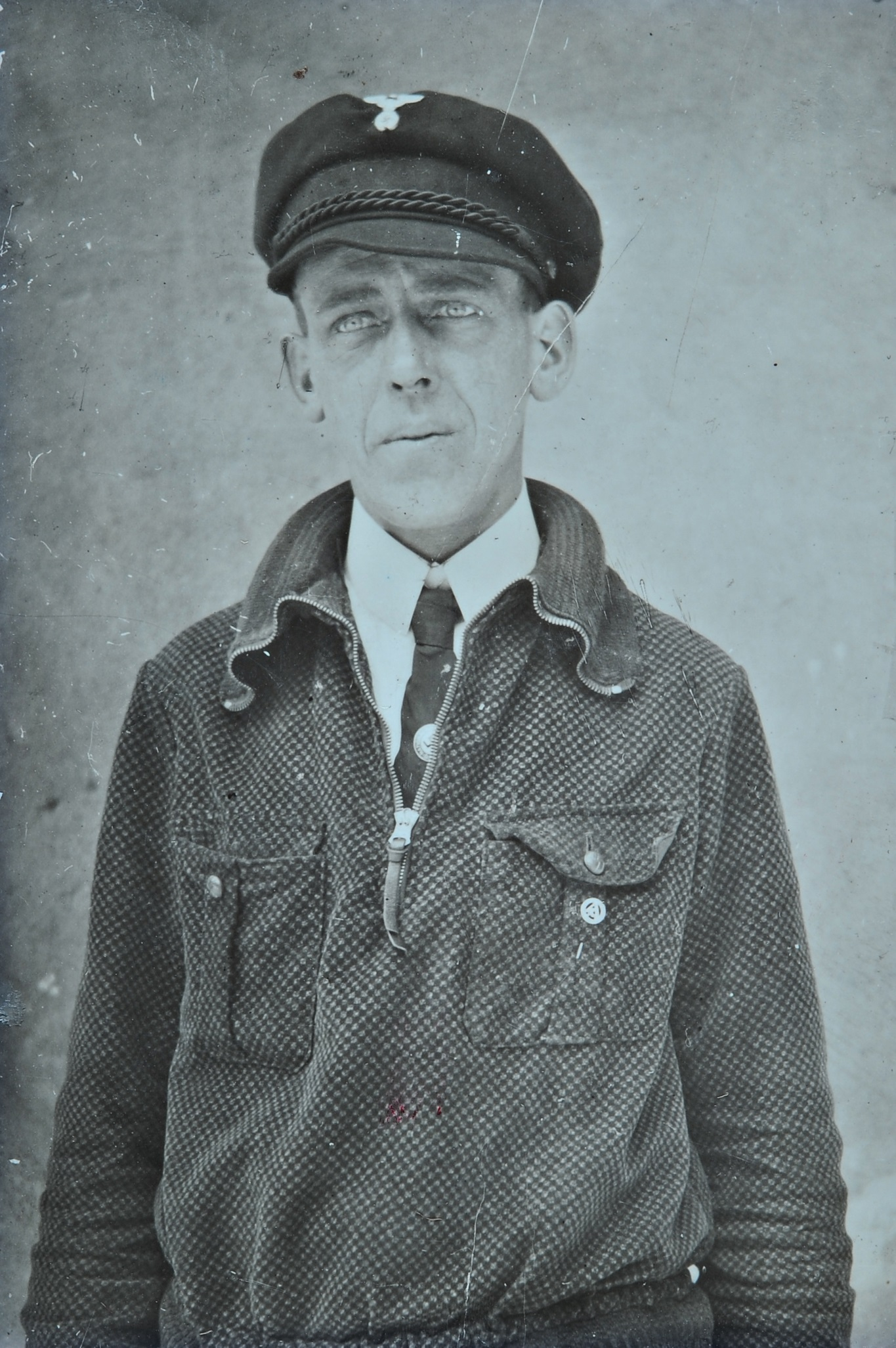
Franz Bläsner (um 1932)

Franz Bläsner (* 31. Juli 1899 in Schillelwethen, Kreis Niederung; † 1. Juli 1934 bei Tilsit) war ein deutscher SA-Mann und Opfer des Röhm-Putsches.
Franz Bläsner erlernte nach dem Schulbesuch das Dachdeckerhandwerk. Zum 1. Juli 1931 trat er in die NSDAP ein (Mitgliedsnummer 583.182).
Am 30. Juni oder 1. Juli 1934 wurde Bläsner, damals im Rang eines SA-Truppführers, im Zuge der Röhm-Affäre von der SS verhaftet. Am 1. Juli wurde er während eines Transportes von Tilsit nach Königsberg von dem SS-Obersturmführer Heinz Fanslau auf Befehl von dessen Vorgesetzten Erich von dem Bach-Zelewski von hinten mit zwei Kopfschüssen getötet.
 Fanslau wurde hierfür im Juli 1963 vom Schwurgericht München wegen Beihilfe zum Mord zu drei Jahren Zuchthaus verurteilt.